# Pontón Vanguardia (1874)
El pontón Vanguardia (o Nina) fue un buque pontón al servicio de la Armada Argentina, parte de la llamada Escuadra Sarmiento.

## Historia
El casco de una barca mercante británica llamada Nina, Nine o Mine fue adquirido en 1874 por el estado argentino, contemporáneamente a la incorporación de los buques de guerra de la llamada Escuadra Sarmiento.
De su arboladura de tres palos conservaba solo el palo mayor y el trinquete. De construcción mixta (hierro y madera) y contaba con dos bodegas. Tenía 38 m de eslora, 6.75 de manga, 3.75 de puntal, un calado medio de 1.95 y 300 tn de desplazamiento.
Incorporado al servicio fue fondeado en el canal de acceso al puerto frente a Punta Indio como pontón de servicios generales en el Río de la Plata en reemplazo del pontón Vigilante.
En 1875 fue trasladado al río Luján como estacionario al servicio de la capitanía de puerto del Tigre (Buenos Aires). En 1878 fue nuevamente trasladado a Punta Indio pero en 1879 naufragó durante un temporal, siendo reemplazado por otro pontón llamado Vanguardia.
Finalmente reflotado, el gobierno intentó venderlo pero al no encontrar interesados lo remitió a los Talleres de Marina del Tigre para ser reparado. Finalizadas las tareas pasó a servir como pontón faro en la rada exterior del puerto de la ciudad de Buenos Aires en reemplazo del Coronel Paz, teniendo participación menor en las acciones de bloqueo durante la revolución de 1880. El 24 de septiembre fue renombrado Vanguardia.
El 27 de agosto de 1881 fue establecida a bordo del pontón la Oficina Telegráfica Fluvial haciéndose pasar el cable subfluvial tendido durante la presidencia Avellaneda. El 27 de marzo de 1884 se decidió reemplazar al Vanguardia en dicha función debido al mal estado de su casco y se dispuso su venta. El 5 de junio de 1884 fue reemplazado por la barca austríaca Plutus, arrendada en m$n 900.